# Azəryol Voleybol Klubu
L'Azəryol Voleybol Klubu fu una società pallavolistica femminile azera, con sede a Baku.

## Storia
L'Azəryol Voleybol Klubu viene fondato nel 2012, in seguito alla fusione tra le società dell'Azəryolservis Voleybol Klubu e del Voleybol Klubu Bakı. Appena fondato il club entra nell'orbita dell'Azərreyl Voleybol Klubu, diventandone la seconda squadra, e prende parte alla Superliqa azera nella stagione 2012-13, classificandosi al sesto posto.
Nella stagione 2013-14 le gerarchie vengono sovvertite, così l'Azəryol diventa prima squadra, mentre l'Azərreyl viene convertito in seconda squadra; il club partecipa alla Champions League proprio al posto dell'Azərreyl, uscendo di scena alla fase a gironi, mentre in campionato esce sconfitto nella finale scudetto contro il Rabitə Bakı Voleybol Klubu.
Dal campionato 2015-16 l'Azəryol le gerarchie tornano quelle precedenti, così l'Azəryol torna ad essere la seconda squadra dell'Azərreyl. Durante il campionato seguente, precisamente nel febbraio 2017, il club annuncia la cessazione di ogni attività al termine dell'annata.

## Rosa 2015-2016
| N° | Nome              | Ruolo | Data di nascita   | Nazionalità sportiva |
| -- | ----------------- | ----- | ----------------- | -------------------- |
| 2  | Mareen Apitz      | P     | 26 marzo 1987     | Germania             |
| 3  | Lauren Whyte      | S     | 10 febbraio 1991  | Stati Uniti          |
| 4  | Stephanie Niemer  | S     | 3 settembre 1989  | Stati Uniti          |
| 5  | Malika Kanthong   | S/O   | 8 gennaio 1987    | Thailandia           |
| 6  | Kyla Richey       | S     | 20 giugno 1989    | Canada               |
| 7  | Elena Parchomenko | C     | 11 settembre 1982 | Azerbaigian          |
| 8  | Anita Bredis      | P     | 27 gennaio 1992   | Azerbaigian          |
| 8  | Iuliia Karimova   | L     | 7 febbraio 1988   | Azerbaigian          |
| 9  | Anna Stepanjuk    | S     | 31 ottobre 1992   | Ucraina              |
| 10 | Kinga Kasprzak    | S/O   | 12 giugno 1987    | Polonia              |
| 11 | Katerina Zhidkova | S     | 28 settembre 1989 | Azerbaigian          |
| 12 | Shafagat Habibova | P     | 3 agosto 1991     | Azerbaigian          |
| 14 | Edina Dobi        | C     | 22 ottobre 1987   | Ungheria             |
| 14 | Chinara Kulieva   | L     | 23 dicembre 1996  | Azerbaigian          |
| 15 | Aynur Kərimova    | C     | 7 dicembre 1988   | Azerbaigian          |
| 16 | Ceyran Əliyeva    | L     | 3 gennaio 1995    | Azerbaigian          |
| 17 | Janelle Sykes     | C     | 14 ottobre 1993   | Stati Uniti          |
| 18 | Leyla Parshkova   | L     | 19 agosto 1998    | Azerbaigian          |